# Ahmed Sabaan
Ahmed Sabaan, ou parfois orthographié Ahmed Shaaban (arabe : أحمد شعبان), est un footballeur égyptien né le 10 octobre 1978 au Caire.
Il joue au poste de milieu défensif pour le club égyptien de Petrojet.

## Carrière
- 1998- : Petrojet

## Palmarès
- Il a remporté la Coupe d'Afrique des nations 2008 avec l'équipe d'Égypte.